# Morön BK
Morön BK, under åren 1944–1987 under namnet Morö-Bergsby SK, är en idrottsförening i Skellefteå, grundad 1935, som i huvudsak ägnar sig åt fotboll. Klubben har ett herrlag som 2022 spelar i Division 3 Norra Norrland. Fram till 2021 hade klubben ett lag i Elitettan, som drog sig ur serien efter säsongen.

## Historia
Initiativtagare till klubben var Elof Burman, som tillsammans med 12 andra pojkar från området kring stadsdelen Morön i östra Skellefteå ville skapa en egen idrottsförening. Själva bildandet skedde 1935 i ett torvskjul norr om E4 i höjd med Morön. Förutom fotboll utövades en rad andra idrotter, exempelvis friidrott, bandy och skidor, men även annan verksamhet, såsom teater.
På 1940-talet färdigställde klubben idrottsplatsen Skogsvallen i Morön, där det också sattes upp ett träningstält. 1960 byggde klubben även en ishockeyrink. Skogsvallen är än idag klubbens spelplats.
Under 1944 slog sig föreningen samman med Bergsby SK, och tävlade fram till 1987 under namnet Morö-Bergsby SK. Detta år bytte klubben tillbaka till det ursprungliga namnet.
Tillsammans med Skellefteå AIK och Sunnanå SK inleddes 2006 ett samarbete som ledde fram till den fristående föreningen Skellefteå FF.
Sommaren 2016 hade Morön BK ett herrlag i division 2, ett damlag i division 1 och juniorlaget i U17 Elit div. 1 Norra Norrland. Moröns BK hade samma år ett farmarlag på herrsidan i division 4 Norra Västerbotten Herr, samt ett andralag på damsidan i division 3. Morön tog sig överraskande till final i inomhus-SM i fotboll 2003. I finalen mötte de Degerfors IF. Morön var nära seger men föll med 5-6. Morönspelaren Petter Andersson (pojklandslagsspelare) som har spelat för klubbar som Hammarby IF, Groningen och FC Midtjylland tog hem skytteligan i turneringen. Morön spelar i grönt och vitt.
Under de tre åren 2010, 2011 och 2012 vann herrlaget Sunnanåcupen som spelas mellan andra herrlag från Skellefteå och ibland Umeå.
Säsongen 2010 vann Morön BK Herrar Svenska division 3 Norra Norrland och gick därmed upp till Svenska division 2 Norra Norrland.
Mellan säsongerna 2011 och 2014 spelade Morön BK Herrar i Svenska division 2 Norra Norrland. Säsongen 2014 åkte Morön BK Herrar ner till division 3 Norra Norrland, efter säsongen avgick Kåre Granberg och Rainer Eskelinen som tränare för klubben. Fredrik Asplund och Simon Åström tog sedan över laget som tränare för herrlaget.
Säsongen 2015 vann herrarna Svenska division 3 Norra Norrland och gick upp till division 2 Norra Norrland.
Säsongen 2016 kom herrarna på sjätte plats i division 2 Norrland, två placeringar före rivalen Skellefteå FF. Damerna slutade på tredje plats i division 1 Norrland.

### Damlaget efter säsongen 2021
Klubbens damlag placerades sig på 6:e plats i Elitettan 2021. Trots detta drog sig laget ur fortsatt seriespel. Bakgrunden var att klubben hade hamnat i ekonomisk kris, och bland annat beslutat att sälja kanslibyggnaden samt att överlåta damlagets elitlicens till den nybildade klubben Skellefteå FC. Efter två extra årsmöten, en juridisk undersökning, samt ett byte av styrelsen i Skellefteå FC, så fattades i februari 2022 beslut om att genomföra överlämnandet. Klubben står efter det utan damlag för seniorer.